# Эритродонтия
Эритродонти́я (др.-греч. ἐρυθρός «красный» + лат. -odontia «зуб») — характерное патологическое обесцвечивание зубов с одновременным, постепенным их покраснением и побурением. Как правило, заметно при врождённой эритропоэтической порфирии. Также встречается на уровне рубцов при болезни Гюнтера.